# Heiliger Nepomuk (Arad)

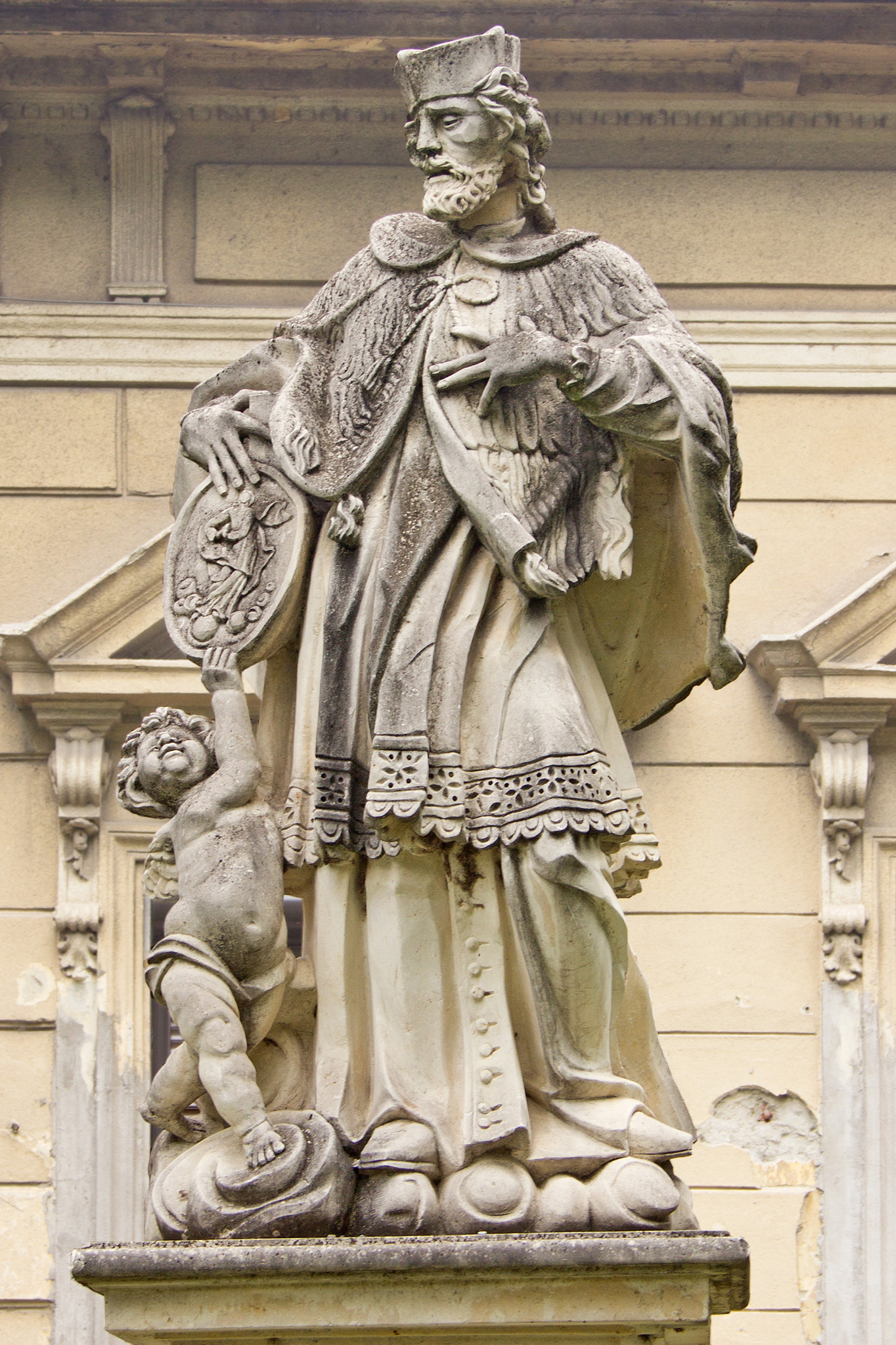
Statue des Heiligen Nepomuk in Arad, 2011

Die Statue des Heiligen Nepomuk in Arad ist ein Standbild des Johannes Nepomuk aus der Zeit des Barock. Sie ist das älteste Denkmal der Stadt und befindet sich an der Kreuzung Strada Episcopiei/Ecke Strada Desseanu.

## Geschichte
Johannes von Nepomuk war ein böhmischer Priester und Märtyrer. Er wurde 1729 von Papst Benedikt XIII. heiliggesprochen. Das Standbild wurde kurz nach der Heiligsprechung von der Bruderschaft des Heiligen Nepomuk in Erinnerung an das Erlöschen der Pest (1708–1729) in Arad gestiftet. Der Heilige Nepomuk galt als Schutzpatron des Banats einschließlich des Arader Bezirks. Heute befindet sich das Original von 1729 in der Minoritenkirche. Die ausgestellte Statue ist eine Kopie des Arader Künstlers Mihai Takács.

## Beschreibung
Das Denkmal wurde in einem Wiener Atelier von einem unbekannten Bildhauer angefertigt. Das Standbild ist aus Sandstein und hatte seinen ersten Standort direkt am Maroschufer. Der Heilige Nepomuk galt als Schutzpatron der Gewässer und als Brückenheiliger, der vor Überschwemmungen schützte. Im Jahr 1780 wurde das Denkmal an den heutigen Standort gebracht. Die Statue stellt den heiligen Nepomuk als Kanoniker mit kurzem Bart und Kruzifix im Arm dar.